# Цртало
Цртало је вертикално постављена компонента многих плугова која оре бразде дубоке до 18 cm испред рала. Најефикаснија дубина зависи од стања земљишта.

## Историја
Најранији дизајн је изгледао као оштрица слична ножу. Цртала са спљоштеним ротирајућим дисковима су почела да се користе око 1900. године. Њена предност је била у томе што је глатко секла бразду а делове биљака је исекла у ширину бразди.

## Резултати
У књизи из 1844. године, Хенри Стефенс је користио резултате добијене динамометром и закључио је да је ралу без цртала била потребна иста снага као и ралу са раноиком, али је, када се користи цртало, резултат доста чистији. Цртало омекшава земљиште, дозвољавајући да рало сече испод бразде коју је направило цртало.

## Претцртало
Окрећуће цртало може имати и претцртало. Претцртало преокреће мале делове површине при врху бразди, пре него што рало преокрене већи део. Оно омогућава да остаци биљака буду покривени.